# Bjorøyna
Bjorøyna o Bjorøy es una isla del municipio de Fjell en la provincia de Hordaland, Noruega. Se ubica al sur de la isla de Litlesotra, al oeste de la península de Bergen, al norte de la isla de Tyssøyna y al este de Sotra.
Bjorøy se conecta con la ciudad de Bergen mediante el túnel de Bjorøy y con Tyssøy (en el municipio de Sund) con un puente. En el 2012, Bjorøy tenía 878 habitantes.

## Historia
Debido a su cercanía a Bergen y con la construcción del túnel, la población ha aumentado sustancialmente. Por ello una ley fue creada en 2007 para evitar la escasez de agua potable. La ley no prosperó y terminó por ser derogada.

## Geografía

Mapa de Bjorøyna y su alrededor.

Bjorøy se localiza en el Raunefjorden entre Store Sotra y Bergen. Solamente la isla tiene conexión con Bergen, por lo que para acceder al resto del municipio se debe tomar una ruta más larga hacia el norte. La conexión con Tyssøy se da mediante un puente, pero no con el resto de Sund. Por lo que para acceder al resto del municipio hay que tomar una ruta que pasa por Fjell, Bergen y nuevamente por Fjell antes de llegar a Sund.

## Transportes
El túnel submarino Bjorøytunnelen fue abierto en 1996, reemplazando al transbordador entre la isla y Alvøen en Bergen. Los planes fueron propuestos ya en la década de 1980. A inicios de la década de 1990 la población decayó fuertemente, provocando el cierre del comercio. En 1993 se aprobó la construcción del túnel, iniciándose el mismo año. La construcción sufrió varios problemas, entre ellos que la roca base era más débil que lo planeado. Con un año de retraso, el túnel se inauguró en 1996.